# 布瓦塞和戈雅克
布瓦塞和戈雅克（法語：Boisset-et-Gaujac，法語發音：[bwasɛ e ɡoʒak]）是法国加尔省的一个市镇，属于阿莱斯区。

## 地理
布瓦塞和戈雅克（44°2'58"N, 4°1'11"E）面积14.24 平方千米，位于法国奧克西塔尼大區加尔省，该省份为法国南部沿海省份，南端濒地中海，北起顺时针与阿尔代什省、沃克吕兹省、罗讷河口省、埃罗省、阿韦龙省和洛泽尔省接壤。
与布瓦塞和戈雅克接壤的市镇（或旧市镇、城区）包括：昂迪兹、巴加尔、热内拉尔格、莱藏、马西亚格-阿蒂埃什、里博特-莱塔韦尔讷、托尔纳克。

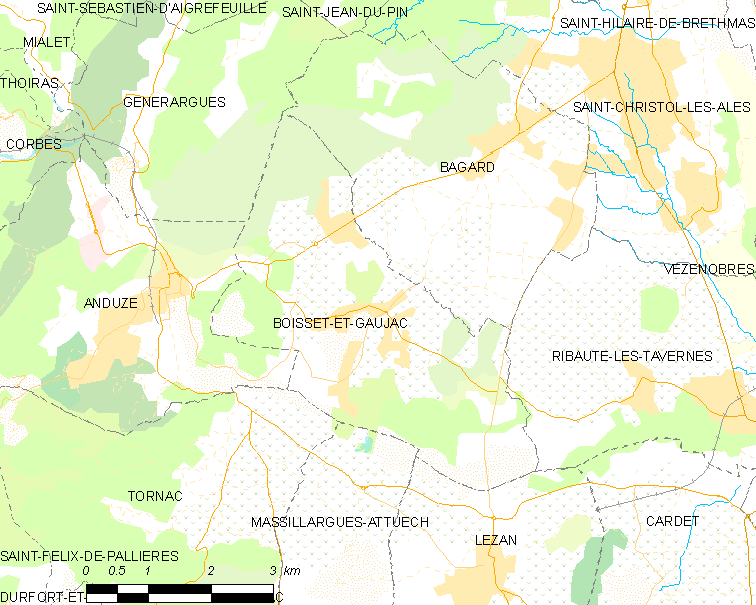
布瓦塞和戈雅克的OSM定位图

布瓦塞和戈雅克的时区为UTC+01:00、UTC+02:00（夏令时）。

## 行政
布瓦塞和戈雅克的邮政编码为30140，INSEE市镇编码为30042。

## 政治
布瓦塞和戈雅克所属的省级选区为阿莱斯第一县。

## 人口

1962-2008年间布瓦塞和戈雅克人口变化图示

布瓦塞和戈雅克于2022年1月1日时的人口数量为2621人。